# Graphogaster alaskensis
Graphogaster alaskensis är en tvåvingeart som först beskrevs av Brooks 1942.  Graphogaster alaskensis ingår i släktet Graphogaster och familjen parasitflugor.
Artens utbredningsområde är Alaska. Inga underarter finns listade i Catalogue of Life.